# 薬缶 (落語)
薬缶（やかん）は古典落語の演目。別題にやかん根問（やかんねどい）、無学者（むがくしゃ）、無学者論（むがくしゃろん）。原話は明和9年（1772年）に刊行された『鹿の子餅』の一編である「薬罐」（やかん）とされるが、さらに遡ると元禄11年に京都板『初音草噺大鑑』（はつねぐさはなしおおかがみ）にある「神代の頭巾」。類話に上方落語の浮世根問がある。
主な演者には、初代三遊亭圓遊、3代目三遊亭金馬などがいる。とくに金馬は演者自身見事な薬缶頭だったこともあり、多くの人に親しまれた。また、この噺にちなんで、落語家の間では知ったかぶりする仲間のことを「やかん」と呼んだ。

## あらすじ
学者気取りで他人を小馬鹿にする隠居を懲らしめようと八五郎は、彼に様々な魚の名前の由来を質問する。隠居は知ったかぶって屁理屈を並び立てるが、無学な八五郎はやり込められてしまう。困った八五郎は今度は日用品に話を変え、茶碗、土瓶、鉄瓶の名の由来を尋ねていくが、茶碗は「茶」を入れるから、土瓶は「土」で、鉄瓶は「鉄」で出来ているからと当たり前の返しを受けてしまう。そこで八五郎はそれなら「やかん」はどうだ（矢ではできてないぞ）と切り返す。すると隠居は以下の話をする。
やかんは元は「水沸かし」と呼んでいたが、川中島の戦いのとき、不意打ちにあったとある若武者が見つからない兜の代わりに水沸かしを被った。そして戦闘中に敵の放った矢が当たってカーンと鳴ったので「やかん」と呼ばれるようになった。
八五郎は納得せず、「蓋が邪魔にならないか？」「つるは？」などと問いかけて食い下がるが、隠居は「蓋は口にくわえて面の代わり」「つるは顎へかけて緒の代わり」などとかわす。最後に「やかんの口は？」と尋ねると、昔の合戦には名乗りがあったために耳の部分に穴が必要だったと答える。それを聞いて八五郎は耳なら両方にありそうなもんだと切り返すが、隠居は言う。
「ない方は、枕をつけて寝る方だ」 